# 20 Buck Spin
20 Buck Spin ist ein US-amerikanisches Independent-Label. Es wurde 2005 in Kalifornien gegründet, siedelte jedoch alsbald nach Olympia, Washington um.
Hauptsächlich verlegt das Label Metal-Bands aus Doom- und Death-Metal-Substilen. Zu den bekanntesten Vertretern des Labels gehören Kylesa, Atlantean Kodex, Khemmis, Mournful Congregation, Yob und The Obsessed. Die Veröffentlichungen sind meist als CD und Schallplatte sowie Musik-Download verfügbar.

## Geschichte
Labelgründer Dave Adelson war bereits in seiner Jugend eng mit der lokalen Metal-Szene verbunden. Er produzierte das Fanzine Short Wave Warfare, gestaltete eine Sendung eines Highschool-Radiosenders und arbeitete in der Folge für Label wie Necropolis Records oder Alternative Tentacles. Nach sechs Monaten Tätigkeit für Alternative Tentacles gründete Adelson sein eigenes Label. Im Jahr 2005 machte er Campbell Kneale das Angebot, das bis dahin als limitierte CD-R erhältliche Album Supereclipse seines Drone-Doom-Projektes Black Boned Angel offiziell zu veröffentlichen. Laut Adelson erschien ihm Supereclipse als die perfekte Verkörperung der mit dem Label angestrebten Musik.

„Zu der Zeit war das Album die Verkörperung von einer Menge verschiedenster Scheiße, die ich an Musik mochte. Es war extrem heavy, aber auf jeden Fall experimentell. Ich wusste, dass ich auf meinem Label beide Facetten repräsentieren wollte, und Supereclipse, das bis dahin nur als streng limitierte CD-R erschienen war, schrie nach einer besseren Veröffentlichung.“

Im Jahr des Labeldebüts wurde bei Adelson eine Krebserkrankung diagnostiziert. In den folgenden Jahren litt Adelson an seiner Erkrankung, der zugehörigen Therapie und einer Reihe persönlicher Probleme. Seiner eigenen Einschätzung zufolge war das Jahr 2008 das erste, in dem es ihm gelang, das Label vollwertig zu betreuen. Bis dahin erschienen deutlich weniger Veröffentlichungen als von ihm geplant. Im gleichen Jahr kaufte er das Musikgeschäft Phantom City Records in Olympus, das er als zentralen Vertrieb und Ladenlokal nutzt.

## Katalog
| Jahr | Interpret                                  | Titel                                               | Format        | Katalog-Nr. |
| ---- | ------------------------------------------ | --------------------------------------------------- | ------------- | ----------- |
| 2005 | Black Boned Angel                          | Supereclipse                                        | EP            | SPIN001     |
| 2005 | Graves at Sea/Asunder                      | Graves at Sea / Asunder                             | Split-EP      | SPIN002     |
| 2006 | Black Boned Angel                          | Bliss and Void Inseparable                          | Album         | SPIN003     |
| 2006 | The Obsessed                               | Lunar Womb                                          | Album         | SPIN004     |
| 2006 | Mrtyu                                      | Blood Tantra – Rituels de sang du culte de Tantra   | Kompilation   | SPIN005     |
| 2006 | Graves at Sea                              | Documents of Grief                                  | Demo          | SPIN006     |
| 2006 | Coffins                                    | The Other Side of Blasphemy                         | Album         | SPIN007     |
| 2006 | Book of Black Earth                        | The Feast                                           | Album         | SPIN008     |
| 2006 | Wormwood                                   | Starvation                                          | Album         | SPIN009     |
| 2007 | Rakhim                                     | Crimson Umbrella                                    | Album         | SPIN010     |
| 2007 | Whitehorse                                 | Whitehorse                                          | Album         | SPIN011     |
| 2006 | Sanctum/Stormcrow                          | Stormcrow/Sanctum                                   | Split-EP      | SPIN012     |
| 2007 | Coffins/The Arm and Sword of a Bastard God | Coffins/The Arm and Sword of a Bastard God          | Split-EP      | SPIN013     |
| 2007 | Forgotten Woods                            | Race of Cain                                        | Album         | SPIN014     |
| 2007 | Half Makeshift                             | L’anse Amort                                        | Album         | SPIN015     |
| 2007 | Monarch!                                   | Dawn of the Catalyst                                | Split-EP      | SPIN016     |
| 2007 | Vargr                                      | Northern Black Supremacy                            | Album         | SPIN017     |
| 2008 | Sanctum                                    | On the Horizon                                      | Album         | SPIN018     |
| 2008 | The Endless Blockade                       | Primitive                                           | Album         | SPIN019     |
| 2008 | Coffins                                    | Buried Death                                        | Album         | SPIN020     |
| 2008 | Humanfly                                   | II                                                  | Album         | SPIN021     |
| 2008 | Trees                                      | Lights Bane                                         | Album         | SPIN022     |
| 2008 | Black Boned Angel                          | The Endless Coming into Life                        | Album         | SPIN023     |
| 2008 | Samothrace                                 | Life’s Trade                                        | Album         | SPIN024     |
| 2008 | Hammers of Misfortune                      | Fields / Church of Broken Glass                     | Album         | SPIN025     |
| 2008 | Pussygutt                                  | She Hid Behind Her Veil…                            | Album         | SPIN026     |
| 2009 | Laudanum/Stormcrow                         | Sacred Death                                        | Split-EP      | SPIN027     |
| 2009 | Nadja/Black Boned Angel                    | Nadja/Black Boned Angel                             | Kollaboration | SPIN028     |
| 2009 | Kylesa                                     | Static Tensions                                     | Album         | SPIN029     |
| 2009 | Echtra                                     | A War for Wonder                                    | EP            | SPIN030     |
| 2009 | Liturgy                                    | Renihilation                                        | Album         | SPIN031     |
| 2009 | Laudanum                                   | The Coronation                                      | Album         | SPIN032     |
| 2009 | The White Mice                             | Ganjahovahdose                                      | Album         | SPIN033     |
| 2010 | Bloody Panda                               | Summon                                              | Album         | SPIN034     |
| 2009 | Megasus                                    | Megasus                                             | Album         | SPIN035     |
| 2009 | The Endless Blockade/The Bastard Noise     | The Red List                                        | Split-EP      | SPIN036     |
| 2010 | Coffins/Stormcrow                          | Stormcrow / Coffins                                 | Split-EP      | SPIN037     |
| 2010 | Christian Mistress                         | Agony & Opium                                       | Album         | SPIN038     |
| 2010 | Wolvserpent                                | Blood Seed                                          | Album         | SPIN039     |
| 2011 | Vastum                                     | Carnal Law                                          | Album         | SPIN040     |
| 2011 | Brainoil                                   | Death of This Dry Season                            | Album         | SPIN041     |
| 2011 | Alaric                                     | Alaric                                              | Album         | SPIN042     |
| 2011 | Yob                                        | Atma                                                | Album         | SPIN043     |
| 2011 | Mournful Congregation                      | The Unspoken Hymns                                  | Kompilation   | SPIN044     |
| 2011 | Mournful Congregation                      | The Book of Kings                                   | Album         | SPIN045     |
| 2012 | Alaric/Atriarch                            | Alaric / Atriarch                                   | Split-EP      | SPIN046     |
| 2012 | Samothrace                                 | Reverence to Stone                                  | Album         | SPIN047     |
| 2012 | Pallbearer                                 | Sorrow and Extinction                               | Album         | SPIN048     |
| 2012 | Occultation                                | Three & Seven                                       | Album         | SPIN049     |
| 2013 | Vastum                                     | Patricidal Lust                                     | Album         | SPIN050     |
| 2012 | Mournful Congregation                      | Tears from a Grieving Heart                         | Album         | SPIN051     |
| 2012 | Mournful Congregation                      | The Monad of Creation                               | Album         | SPIN052     |
| 2012 | Mournful Congregation                      | The June Frost                                      | Album         | SPIN053     |
| 2013 | Bone Sickness                              | Alone in the Grave                                  | EP            | SPIN054     |
| 2013 | Lycus                                      | Tempest                                             | Album         | SPIN055     |
| 2014 | Cauldron Black Ram                         | Stalagmire                                          | Album         | SPIN056     |
| 2013 | Atlantean Kodex                            | The White Goddess                                   | Album         | SPIN057     |
| 2013 | Mammoth Grinder                            | Underworlds                                         | Album         | SPIN058     |
| 2013 | Oranssi Pazuzu                             | Valonielu                                           | Album         | SPIN059     |
| 2013 | Vasaeleth                                  | All Uproarious Darkness                             | EP            | SPIN060     |
| 2013 | Vasaeleth                                  | Crypt Born & Tethered to Ruin                       | Album         | SPIN061     |
| 2014 | Dead in the Manger                         | Transience                                          | EP            | SPIN062     |
| 2014 | Obsequiae                                  | Suspended in the Brume of Eos                       | Album         | SPIN063     |
| 2014 | Vanhelgd                                   | Relics of Sulphur Salvation                         | Album         | SPIN064     |
| 2014 | Mournful Congregation                      | Concrescence of the Sophia                          | EP            | SPIN065     |
| 2014 | Pig Heart Transplant                       | For Mass Consumption                                | Album         | SPIN066     |
| 2014 | Foreseen                                   | Helsinki Savagery                                   | Album         | SPIN067     |
| 2014 | Pallbearer                                 | 2010 Demo                                           | Demo          | SPIN068     |
| 2014 | Occultation                                | Silence In The Ancestral House                      | Album         | SPIN069     |
| 2015 | Dead in the Manger                         | Cessation                                           | Album         | SPIN070     |
| 2015 | Abyss                                      | Heretical Anatomy                                   | Album         | SPIN071     |
| 2015 | Obsequiae                                  | Aria of Vernal Tombs                                | Album         | SPIN072     |
| 2015 | Ævangelist                                 | Enthrall to the Void of Bliss                       | Album         | SPIN073     |
| 2015 | Nightfell                                  | Darkness Evermore                                   | Album         | SPIN074     |
| 2015 | Khemmis                                    | Absolution                                          | Album         | SPIN075     |
| 2016 | Khemmis                                    | Hunted                                              | Album         | SPIN076     |
| 2015 | Vastum                                     | Hole Below                                          | Album         | SPIN077     |
| 2015 | Magic Circle                               | Journey Blind                                       | Album         | SPIN078     |
| 2016 | Auroch                                     | From Forgotten Worlds                               | Album         | SPIN079     |
| 2016 | Oranssi Pazuzu                             | Värähtelijä                                         | Album         | SPIN080     |
| 2018 | Mournful Congregation                      | The Incubus of Karma                                | Album         | SPIN081     |
| 2018 | The Ominous Circle                         | Appalling Ascension                                 | Album         | SPIN082     |
| 2018 | Oranssi Pazuzu                             | Muukalainen Puhuu                                   | Album         | SPIN083     |
| 2018 | Oranssi Pazuzu                             | Kosmonument                                         | Album         | SPIN084     |
| 2017 | Noothgrush/Corrupted                       | Noothgrush / Corrupted                              | Split-EP      | SPIN085     |
| 2017 | Witch Vomit                                | Poisoned Blood                                      | EP            | SPIN086     |
| 2017 | Extremity                                  | Extremely Fucking Dead                              | EP            | SPIN087     |
| 2017 | Foreseen                                   | Grave Danger                                        | Album         | SPIN088     |
| 2017 | Oranssi Pazuzu                             | Kevät / Värimyrsky                                  | EP            | SPIN089     |
| 2017 | Oranssi Pazuzu                             | Farmakologinen                                      | Kompilation   | SPIN090     |
| 2017 | Acephalix                                  | Decreation                                          | Album         | SPIN091     |
| 2017 | Weapönizer                                 | Lawless Age                                         | Album         | SPIN092     |
| 2017 | Spirit Adrift                              | Curse of Conception                                 | Album         | SPIN093     |
| 2017 | Daeva                                      | Pulsing Dark Absorptions                            | EP            | SPIN094     |
| 2018 | Scorched                                   | Excavated for Evisceration                          | Kompilation   | SPIN095     |
| 2018 | Ghastly                                    | Death Velour                                        | Album         | SPIN096     |
| 2019 | Fetid                                      | Steeping Corporeal Mess                             | Album         | SPIN098     |
| 2018 | Deadbird                                   | III: The Forest Within the Tree                     | Album         | SPIN099     |
| 2018 | Khemmis                                    | Desolation                                          | Album         | SPIN100     |
| 2018 | Tomb Mold                                  | Manor of Infinite Forms                             | Album         | SPIN101     |
| 2018 | Slasher Dave                               | Frights                                             | Album         | SPIN102     |
| 2018 | Extremity                                  | Coffin Birth                                        | Album         | SPIN103     |
| 2018 | Scorched                                   | Ecliptic Butchery                                   | Album         | SPIN104     |
| 2018 | Superstition                               | Surging Throng of Evil’s Might                      | Demo          | SPIN105     |
| 2018 | Torture Rack                               | Malefic Humiliation                                 | Album         | SPIN106     |
| 2018 | Ulthar                                     | Cosmovore                                           | Album         | SPIN107     |
| 2019 | Magic Circle                               | Departed Souls                                      | Album         | SPIN108     |
| 2019 | Ossuarium                                  | Living Tomb                                         | Album         | SPIN109     |
| 2019 | Noisem                                     | Cease to Exist                                      | Album         | SPIN110     |
| 2019 | Tomb Mold                                  | Planetary Clairvoyance                              | Album         | SPIN114     |
| 2019 | Spirit Adrift                              | Divided by Darkness                                 | Album         | SPIN115     |
| 2020 | Vastum                                     | Orificial Purge                                     | Album         | SPIN116     |
| 2020 | Superstition                               | The Anatomy of Unholy Transformation                | Album         | SPIN118     |
| 2020 | Auroch                                     | Stolen Angelic Tongues                              | EP            | SPIN117     |
| 2020 | Auroch                                     | All the Names of the Night                          | Kompilation   | SPIN117     |
| 2019 | Mylingar                                   | Döda Själar                                         | Album         | SPIN119     |
| 2019 | Witch Vomit                                | Buried Deep in a Bottomless Grave                   | Album         | SPIN120     |
| 2020 | Ruin Lust                                  | Choir of Babel                                      | Album         | SPIN121     |
| 2020 | Obsequiae                                  | The Palms of Sorrowed Kings                         | Album         | SPIN122     |
| 2020 | Iron Age                                   | The Sleeping Eye                                    | Album         | SPIN123     |
| 2020 | Solothus                                   | Realm of Ash and Blood                              | Album         | SPIN124     |
| 2020 | Khemmis                                    | Doomed Heavy Metal                                  | EP            | SPIN125     |
| 2020 | VoidCeremony                               | Entropic Reflections Continuum: Dimensional Unravel | Album         | SPIN126     |
| 2020 | Ulthar                                     | Providence                                          | Album         | SPIN127     |
| 2020 | Black Magnet                               | Hallucination Scene                                 | Album         | SPIN128     |
| 2020 | Skeleton                                   | Skeleton                                            | Album         | SPIN129     |
| 2020 | Spirit Adrift                              | Enlightened in Eternity                             | Album         | SPIN130     |
| 2020 | Terminal Nation                            | Holocene Extinction                                 | Album         | SPIN131     |
| 2020 | Bedsore                                    | Hypnagogic Hallucinations                           | Album         | SPIN133     |
| 2020 | Vatican Shadow                             | Persian Pillars of the Gasoline Era                 | Album         | SPIN134     |
| 2020 | Atramentus                                 | Stygian                                             | Album         | SPIN135     |
| 2020 | Sweven                                     | The Eternal Resonance                               | Album         | SPIN136     |